# Jean-Joël Duhot
Pour les articles homonymes, voir Duhot.
Jean-Joël Duhot, né en 1947, est historien de la philosophie antique et professeur à l'Université Jean-Moulin - Lyon III, agrégé des lettres et de philosophie, docteur d'État.
Il est l'un des grands spécialistes français du stoïcisme et de la philosophie antique en général ainsi que de la pensée platonicienne.
Contre une tradition rationaliste faisant de Socrate un personnage soumis uniquement aux exigences du logos, il défend l'idée selon laquelle il s'apparente à une sorte de chaman mystique.

## Œuvres

### Livres
- La conception stoïcienne de la causalité, Vrin, (1989), 302 p. (ISBN 978-2-7116-0989-5, lire en ligne)
- Epictète et la sagesse stoïcienne, Paris, Bayard éditions, (1996), réed. albin michel (2003), 264 p. (ISBN 978-2-227-32510-4 et 2-227-32510-0)(traductions: Italie, Espagne, Portugal, Brésil, Grèce).
- Socrate ou l’éveil de la conscience, Paris, Bayard éditions, (1999), 197 p. (ISBN 978-2-227-32525-8 et 2-227-32525-9)(traductions: Italie, Brésil).
- L'énigme platonicienne, Paris, Kimé, (2017), 396 p.  (ISBN 978-2-84174-803-7).
- L'affaire Jésus, un quiproquo?, Paris, Kimé, (2018), 150 p.  (ISBN 978-2-84174-891-4).
- Leçons sur Platon, Paris, Ellipses, (2019), 382 p.  (ISBN 978-2-340-03573-7).
- Leçons sur le stoïcisme, Paris, Ellipses, (2021), 312 p.  (ISBN 9782340047730).

### Participation à des ouvrages collectifs
- Dictionnaire des Philosophes, P.U.F., 1993 (deuxième édition)  (ISBN 2-13-045525-5) (vol. 1) ;  (ISBN 2-13-045526-3) (vol. 2) ;  (ISBN 2-13-045524-7) (éd. complète)
- Encyclopédie des religions, Bayard, 1997 (rééd. poche, 2000) Première éd. :  (ISBN 2-227-31094-4) (vol. 1) ;  (ISBN 2-227-31093-6) (vol. 2) ;  (ISBN 2-227-31091-X) (éd. complète). Deuxième éd. :  (ISBN 2-227-01101-7) (vol. 1) ;  (ISBN 2-227-01102-5) (vol. 2) ;  (ISBN 2-227-01100-9) (éd. complète)
- Le Livre des Sagesses, Bayard, 2002 (rééd., 2005) 1re éd. :  (ISBN 2-227-47131-X) 2d éd. :  (ISBN 2-227-47536-6)
- La mort et l’immortalité, Bayard, 2004  (ISBN 2-227-47134-4)
- La recherche du bonheur, étude sur le De vita beata et le De brevitate vitae de Sénèque, préparation aux concours scientifiques, Belin, 2005  (ISBN 2-7011-4150-8)
- avec Thomas Bénatouïl et Gilbert Romeyer-Dherbey, Stoïcisme : physique, éthique, Presses universitaires du Septentrion, 2005  (ISBN 2-85939-916-X)
- L'énigme platonicienne, Paris, Éditions Kimé, 2017,  (ISBN 978-2-84174-803-7)
- (Non encore publié : Traité du destin d'Alexandre d’Aphrodise, établissement du texte grec et traduction, avec la collaboration de Fabienne Baghdassarian.)

### Articles
- - « Aristotélisme et stoïcisme dans le Peri kòsmou pseudo-aristotélicien », Revue de philosophie ancienne, 1990, n° 2[A 1].
  - « Y a-t-il des catégories stoïciennes ? », Revue internationale de philosophie, 3/1991, n° 178.
  - « L’authenticité des Catégories », Revue de philosophie ancienne, 1994, n° 1.
  - « Du logos stoïcien au code génétique », in Logos et Langage, coll. sous la dir. de M. Fattal, L’Harmattan, 2003.
  - « Le noûs ou L'intuition du vrai », in La mort et l'immortalité, sous la dir. de Frédéric Lenoir et Jean-Philippe de Tonnac, Bayard, 2004, p. 454-478.
  - « Métamorphoses du logos. Du stoïcisme au Nouveau Testament », Centre Léon Robin, Les stoïciens, Vrin, 2005.
  - « Sulzer et l’esthétique musicale », collectif sur Sulzer, B. Deloche, P.U.L., 2005.
  - « Le stoïcisme, une métaphysique de l’information, ou le matérialisme impossible », Philosophie antique, 2005.
  - « La théorie stoïcienne de la perception », à paraître.
  - « Saint Augustin et la phronèsis », collectif sur la phronèsis, Vrin, 2007.
  - « Le Même et l’Autre, platonisme et pythagorisme dans la gamme du Timée », collectif, Ousia, Bruxelles.
  - « Socrate et Nietzsche », collectif sous la dir. de Mai Lequan.
  - « Platon et l’art un malentendu ? », Philosophia, Athènes, 2009.